# Dél-koreai irodalom
A dél-koreai irodalom története Korea kettéválásával, a koreai háborúval kezdődik, mely mély nyomot hagyott az írókban, költőkben egyaránt. A gyorsan modernizálódó országban megjelenő társadalmi problémák is helyet kaptak az irodalomban: az elidegenedés, a család szétszakadása, a gazdagok és szegények közötti szakadék mélyülése. Jellemzőek a dél-koreai irodalomra a sok kötetes regényfolyamok, például Pak Kjongni (Park Gyeong-ni) 16 kötetes Thodzsi (토지; A föld) című műve. A 2000-es években született regények egy részét megfilmesítik vagy televízióra adaptálják.

## 1950-es és 60-as évek

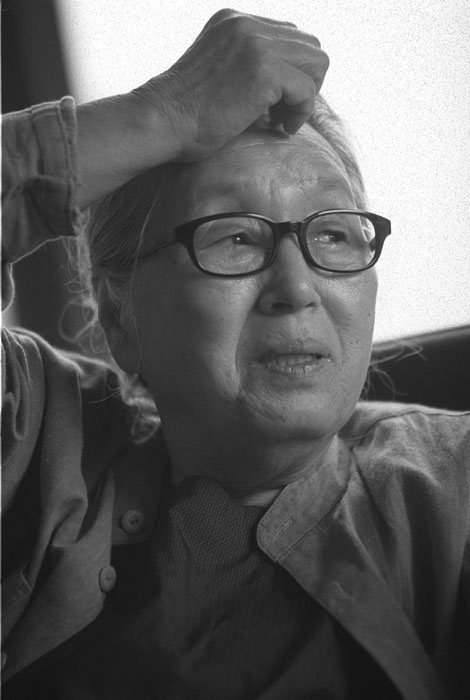
Pak Kjongni (Park Gyeong-ni)

A koreai háborút követően az 1950-es és 60-as évek dél-koreai irodalmát a háború és következményei határozták meg. A háború és az ország kettéválása nem csak a fizikai szenvedések szimbólumává vált, de az emberiség megosztottságát és a főhősök saját maguktól való elidegenedését is megjelenítette. A háború kegyetlenségei az írókat is megviselték, I Gvangszu (Yi Gwang-su) például eltűnt, Kim Dongin éhen halt, mások, például I Munjol (Yi Mun-yeol) (이문열) családtagjai északra szöktek vagy elhurcolták őket.
Az 1960-as évek egyik legfontosabb regénye Cshö Inhun (Cshoi In-hun) (최인훈) Kvangdzsang (Gwangjang) (광장, „A tér”, angol címén: The Sqaure), melynek főhőse Észak-Koreát először egy „tiszta, nyílt térhez” hasonlítja, Dél-Koreát pedig „hermetikusan zárt, fojtogató szobához”, hamarosan azonban az északi ideológiából is kiábrándul. A regény Osváth Gábor szerint „a két diktatúra szorításában fulladozó koreai értelmiség erkölcsi, eszmei válságának kórképe”, pontos korrajz.
A háború utáni irodalmi élet egyik legkiemelkedőbb írónője Pak Kjongni (Park Gyeong-ni), akinek 16 kötetes (1969–1994) Thodzsi (토지; A föld) című regényfolyamát (roman-fleuve) a koreai irodalom egyik legkiválóbb alkotásának tartják. Az 1980-as évek sikersorozata volt a Thebek szanmek (Taebaek sanmaek) (태백산맥, „Thebek (Taebaek)-hegység”; angol címén Taebaek Mountain range; 1983–1989), Cso Dzsongne (Jo Jeong-rae) (조정래) tíz kötetes regényfolyama, mely szintén a koreai háborúval foglalkozik.

## Az 1970-es és 80-as évek
Az 1970-es évektől kezdve más témakörök is foglalkoztatni kezdték az írókat, a Han folyó csodájaként emlegetett gazdasági fellendülés negatív következményekkel is járt, polarizálta a lakosságot, megjelent a társadalmi elidegenedés fogalma, a gazdagok és a szegények közötti szakadék egyre tágult. Mindehhez hozzájárultak a diktatórikus politikai rendszer sajátosságai, amelyek nyomot hagytak az emberekben, így az írókban is. A kor meghatározó alakja Cso Szehi (Jo Se-hui) (조세희), akinek A törpe (난장이가 쏘아 올린 작은 공, Namdzsangiga sszoa ollin csagun kong (Namjangiga ssoa ollin jageun gong)) című 1976-os műve a gazdagok és szegények közötti éles ellentétet ábrázolja. Magyarul is megjelent a  Nyitott Könyvműhely Kiadó kiadásában 2008-ban, Vargha Katalin fordításában. A hetvenes években kezdte el írni Hvang Szogjong (Hwang Seok-yeong) (황석영) Csang Gilszan (Jang Gilsan ) című tízkötetes művét, amit a kritikusok az 1945 utáni koreai irodalom legjelentősebb történelmi regényeként tartanak számon.
A háborút követő évtizedekben a legjelentősebb írók közé számos nő is bekerült. Pak Kjongni (Park Gyeong-ni) mellett például Pak Vanszo (Park Wan-seo) (박완서), akinek Ommai malttuk (Eomma-ui maldduk) (엄마의 말뚝, „Anyám póznája”; angol címén Mama's Garden) című regénye pszichológiai ábrázolás is egyben, a háború után magukra maradt asszonyok, lányok sorsát mutatja be, egy anya tükrén keresztül, aki miután elveszíti a fiát a háborúban, a lányában próbálja beteljesíteni saját elvesztett álmait.

## 1990-es évek

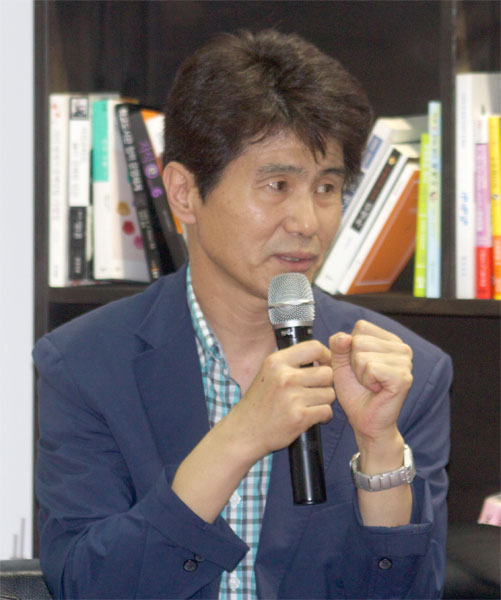
Jun Denjong (Yun Dae-nyeong)

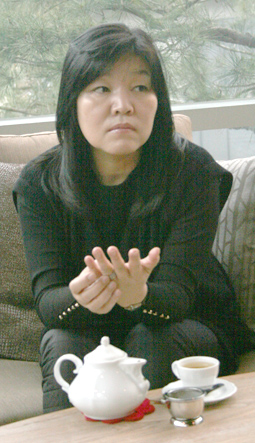
Sin Gjongszuk (Shin Gyeong-suk)

Az 1990-es évek új irodalmi trendeket teremtettek, előtérbe került az individualizmus, a személyes vágyak fontossága. Sin Gjongszuk (Shin Gyeong-suk) (신경숙) az évtized egyik legsikeresebb írónője, aki 1992-es Phunggumi ittdon csari (Punggeumi ittdeon jari) (풍금이 있던 자리, „Ahol a harmónium állt”) című művével szerzett hírnevet. Magyarul Ommarul puthakhe (Eommareul butakhae) (엄마를 부탁해) című regényét jelentette meg a Könyvmolyképző Kiadó Vigyázzatok Anyára! címmel. Az 1990-es években kezdett el publikálni Dél-Korea egyik legsikeresebbnek tartott romantikusregény-írója, Jun Denjong (Yun Dae-nyeong) (윤대녕), aki 1994-ben hatalmas szenzációt keltett Uno nakksi thongsin (Euneo nakksi tongsin) (은어 낚시 통신, angol címén: The Silverfish memorandum) című regényével.

## A 2000-es évektől
A 2000-es évek teret engedtek a „fiatalosabb”, dinamikusabb irodalomnak, és az olyan modern, digitális jelenségeknek, mint a hiperszöveges irodalom. A könnyed témák mellett a társadalmat bemutató alkotások sem maradnak el, Jun Szonghi (Yun Seong-hui) (윤성희) Kugjongkkundul (Gugyeongkkundeul) (구경꾼들, „Szemlélődők”; abngol címén: Spectators) című műve például a család fontosságát hangsúlyozza egy olyan korszakban, amikor egyre több koreai fiatal éli egyedül, magányosan az életét. A történelmi regények is népszerűek a 21. században, többüket meg is filmesítik, illetve televízióra adaptálják. Az egyik legnagyobb sikert Kim Hun (김훈) Khari nore (Karui norae) (칼의 노래, „A kard éneke”) című műve aratta 2001-ben, mely I Szunsin (Yi Sun-shin) admirálisról szól. Kim Jongha (Kim Yeong-ha) (김영하) Komun kkot (Geomeun kkot) (검은 꽃; „Fekete virág”) című regénye szokatlan témát dolgoz fel: a 20. század elején Mexikóba vándorolt koreai emigránsok életét követi nyomon. I Dzsongmjong (Lee Jeong-myeong) (이정명) két történelmi regényét is televízióra adaptálták, 2006-ban a Deep Rooted Tree, 2007-ben pedig a Painter of the Wind került képernyőre, mindkettő nagy sikert aratott.

## Külföldön
A koreai hullám terjedése a koreai irodalom sikerét is növeli külföldön. Sin Gjongszuk (Shin Kyung-Sook) Vigyázzatok Anyára! című művének kiadási jogait 34 országnak sikerült eladni, az első koreai regény lett, amely felkerült a The New York Times bestsellerlistájára. 2011-ben Sin lett az első koreai, és az első nő, aki elnyerte az Man Asian Prize ázsiai irodalmi díjat. 2020-ban Pek Hina (Baek Hui-na) gyermekkönyv-írónő és illusztrátor elnyerte a neves Astrid Lindgren-emlékdíjat, Cso Namdzsu több nyelvre lefordított  Született 1982-ben című regényét pedig jelölték az amerikai Nemzeti Könyvdíjra fordítás kategóriában, valamint a francia Émile Guimet-díjra. 2024-ben Han Gang írónő kapta az irodalmi Nobel-díjat „intenzív költői prózájáért, amely szembenéz a történelmi traumákkal és feltárja az emberi élet törékenységét.”